# (21257) Jižní Čechy
21257 Jizni Cechy (1996 DS2) – planetoida z pasa głównego asteroid okrążająca Słońce w ciągu 5,05 lat w średniej odległości 2,94 j.a. Odkryta 26 lutego 1996 roku.